# 알라자니강
알라자니강(조지아어: ალაზანი 아제르바이잔어: Qanıx)은 캅카스를 흐르는 강이다. 쿠라강의 지류로 조지아의 동부를 지나며 길이는 351km이다. 그 강이 밍가체비르 저수지에서 쿠라강과 만나기 전에 조지아와 아제르바이잔의 국경을 연결하는 도로가 있다.

## 관광
알라자니의 수원지는 대캅카스산맥의 셰나코 마을에 있는 산등성에서 흐르는 두 냇물의 함류지점이다. 그 강은 아크메타 지역에서 출발해서 남쪽으로 흐르며, 그 다음에는 카케티의 알라자니 계곡을 지나 동남쪽으로 흐른다. 그 강은 여러 세기동안 페르시아의 중요한 침입로였다.

### 특징
알라자니는 겨울에는 물이 거의 다 증발하지만, 늦 봄에는 산에서 얼었던 눈이 녹아 강의 수량이 엄청나게 불어나며, 그렇게 규칙적으로 범람한다. 그 강은 주로 관개 용수와 식수로 사용됐다. 1990년대에, 중국인 투자가들이 알자니의 강한 수류를 이용하는 소규모의 많은 수력 발전소들을 건설했다. 그 강은 관광객들에게 래프팅 코스로도 인기있다.

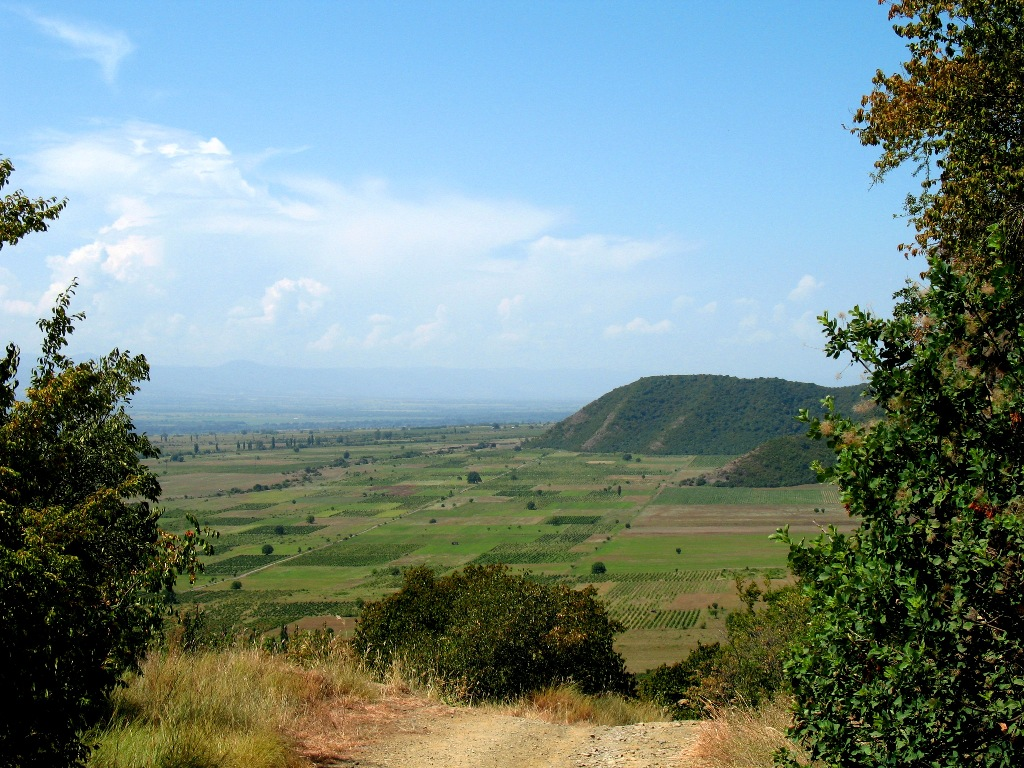
알라자니강

도시들과 다른 지역 사회들, 뿐만 아니라, 다른 농경 지역들에서부터 흘러 나오는 미처리된 오물들로 인해 생물학적 성분이 포함된 강의 광공해현상이 야기된다. 크바렐리와 라고데키 지역들에서는 수질이 매우 나쁘다.
알라자니는 조지아의 와인 이름들 이기도 하다. 그 반건조 와인 브랜드들로는 '마라니 알라자니 계곡'과 '옛 트빌리시 알라자니'가 있다.